# Gil Vermouth
Gil Vermouth (en hébreu : גיל ורמוט) est un footballeur israélien, né le 5 août 1985 à Haïfa. Il évolue comme ailier gauche.

## Palmarès

### En club
Maccabi Tel-Aviv FC
- Championnat d'Israël
  - Champion : 2015.

 Hapoël Tel-Aviv
- Ligat Ha'al
  - Champion : 2010.
- Coupe d'Israël
  - Vainqueur (4) : 2006, 2007, 2010, 2011.

 KAA La Gantoise
- Coupe de Belgique
  - Finaliste : 2008.

 Hapoël Haïfa
- Coupe d'Israel
  - Vainqueur : 2018

### Distinctions
- Joueur de l'année de la Ligat Ha'al en 2010.